# Jiřina Ptáčníková
Jiřina Ptáčníková nacida Jiřina Svobodová (República Checa, 20 de mayo de 1986) es una atleta checa especializada en la prueba de salto con pértiga, en la que consiguió ser subcampeona mundial en pista cubierta en 2014.

## Carrera deportiva
En el Campeonato Mundial de Atletismo en Pista Cubierta de 2014 ganó la medalla de plata en el salto con pértiga, con un salto por encima de 4.70 metros, tras la cubana Yarisley Silva (oro también con 4.70 metros pero en menos intentos) y empatada con la rusa Anzhelika Sidorova.